# YNW Melly
YNW Melly (właściwie Jamell Maurice Demons, ur. 1 maja 1999 w Gifford na Florydzie) – amerykański raper, piosenkarz i autor tekstów. Najbardziej znany jest z „Murder on My Mind”, „Mixed Personalities” , „Suicidal” i "223's". 22 listopada 2019 roku wydał swój debiutancki album, „Melly vs. Melvin”.
W lutym 2019 roku został aresztowany i oskarżony o podwójne morderstwo dwóch członków hiphopowego kolektywu YNW (Young N***a World), za co grozi mu dożywocie lub kara śmierci. Jest również podejrzanym o zabójstwo zastępcy szeryfa w Gifford w 2017 roku. Demons nie przyznał się do zarzutów i oczekuje na proces.

## Wczesne życie
YNW Melly urodził się 1 maja 1999 roku w Gifford na Florydzie. Jamie Demons-King – jego matka miała 14 lat, kiedy zaszła w ciążę, urodziła go będąc w dziewiątej klasie, po czym samotnie go wychowywała. Raper Donte "Tha Gift" Taylor twierdzi, że jest ojcem YNW Melly’ego. Gdy przeprowadzili się do biedniejszej części Gifford, jego matka miała problemy z opłaceniem mieszkania i środków pierwszej potrzeby. Demons w  młodym wieku dołączył do gangu Bloods. Gdy miał 15 lat zaczął publikować swoje piosenki na SoundCloud. Pod koniec 2015 roku został aresztowany za strzelanie do grupy uczniów w pobliżu Vero Beach High School, a następnie skazany za pobicie, publiczne strzelanie z broni palnej i dwa zarzuty napadu kwalifikowanego, spędził kilka miesięcy w więzieniu.

## Kariera
2016–2018: Początki i debiutanckie projekty
W 2016 roku Demons przyjął pseudonim sceniczny YNW Melly. YNW to skrót od „Young Nigga World” lub „Young New Wave”, kolektywu hip-hopowego, w skład którego wchodzili Demons, Anthony „YNW SakChaser” Williams, Christopher „YNW Juvy” Thomas Jr. i Cortlen "YNW Bortlen" Henry.
Pod koniec 2017 roku, jeszcze w więzieniu, Demons wydał swój pierwszy projekt, EP o nazwie Collect Call, który zawierał gościnne występy wielu znanych artystów, w tym Lil B i Johna Wicksa. W 2018 roku wydał singiel „Virtual (Blue Balenciagas)”, „Melly the Menace” i „Slang That Iron”. Inne single to „4 Real”, „Butter Pecan” i „Medium Fries”.
W sierpniu 2018 roku Demons wydał swój debiutancki mixtape „I Am You”, który później pojawił się na liście Billboard 200 pod numerem 192.
2019 – obecnie: Drugi mixtape i debiutancki album studyjny
17 stycznia 2019 roku, podczas pobytu w więzieniu, Demons wydał „We All Shine”, swój drugi komercyjny mixtape, składający się z 16 utworów.
Projekt obejmował współpracę z Kanye Westem i Fredo Bangem. Teledysk do „Mixed Personalities” z udziałem Westa został wydany wraz z albumem.
Od marca 2019 roku Demons zgromadził ponad 200 milionów odsłuchań na Spotify z ponad 10 milionami słuchaczy miesięcznie. Jego najczęściej odtwarzaną piosenką był „Murder on My Mind”, która została pierwotnie wydana jako singiel, zanim została dodana do „I Am You”.
22 listopada 2019 roku Demons wydał swój debiutancki album studyjny „Melly vs. Melvin”. Zadebiutował na ósmym miejscu listy Billboard 200. Album zawierał nagrany z udziałem 9lokkNine singiel "223's", który zadebiutował na 34 miejscu listy Billboard Hot 100.
13 marca 2020 roku Demons wydał remix swojego utworu „Suicidal” z udziałem rapera Juice’a WRLDa. Piosenka osiągnęła 20 miejsce na liście Hot 100.

## Problemy prawne
Demons został aresztowany 30 czerwca 2018 r. W Fort Myers na Florydzie za posiadanie marihuany, posiadanie broni i amunicji. Ponownie aresztowano go 3 stycznia 2019 roku w Fort Myers za posiadanie marihuany.
12 lutego 2019 roku Demons został oskarżony o dwa morderstwa pierwszego stopnia w związku ze śmiercią dwóch członków YNW jego bliskich przyjaciół, raperów Anthony’ego Williamsa i Christophera Thomasa Jr w wyniku strzelaniny w Fort Lauderdale w październiku 2018 roku. Zdaniem prokuratora Demons spiskował z innym raperem YNW Cortlenem Henrym, by zainscenizować podwójne morderstwo Williamsa i Thomasa Jr. i sprawić, by wyglądało na to, że zostali śmiertelnie ranni podczas strzelaniny z konkurencyjnym gangiem. Henry rzekomo zawiózł ofiary do szpitala, gdzie później zmarły.
Ubiegał się o wcześniejsze zwolnienie z więzienia z powodu problemów zdrowotnych, ponieważ 6ix9ine został zwolniony z więzienia z powodu astmy i zapalenia oskrzeli. 14 kwietnia jego wniosek został odrzucony.

## Życie prywatne
Ma młodszego brata YNW BSlime, który również jest raperem.

## Dyskografia

### Albumy
| Tytuł            | Informacje                                                                               | Pozycja na liście | Pozycja na liście | Pozycja na liście |
| Tytuł            | Informacje                                                                               | USA               | USA R&B/ HH       | CAN               |
| ---------------- | ---------------------------------------------------------------------------------------- | ----------------- | ----------------- | ----------------- |
| Melly vs. Melvin | - Data wydania: 22 listopada 2019 - Wytwórnia: 300 - Format: digital download, streaming | 8                 | 3                 | 17                |

### Mixtape’y
| Tytuł        | Informacje                                                                              | Pozycje na liście | Pozycje na liście | Pozycje na liście | Certyfikaty   |
| Tytuł        | Informacje                                                                              | US                | US R&B/ HH        | CAN               | Certyfikaty   |
| ------------ | --------------------------------------------------------------------------------------- | ----------------- | ----------------- | ----------------- | ------------- |
| I Am You     | - Data wydania: 3 sierpnia 2018 - Wytwórnia: 300 - Formats: Digital download, streaming | 20                | 12                | 18                | - RIAA: Złoto |
| We All Shine | - Data wydania: 17 stycznia 2019 - Wytwórnia: 300 - Format: Digital download, streaming | 27                | 17                | 56                | - RIAA: Złoto |
| The Mob      | - Data wydania: 3 marca 2022 - Wytwórnia: 300 - Format: Digital download, streaming     |                   |                   |                   |               |